# 峰達郎
峰 達郎（みね たつろう、1960年〈昭和35年〉8月19日 - ）は、日本の政治家、薬剤師。佐賀県唐津市長（3期）。元佐賀県議会議員（3期）、元唐津市議会議員（2期）。

## 略歴
佐賀県唐津市山本出身。佐賀県立唐津東高等学校、第一薬科大学薬学部卒業。薬剤師として有限会社峰薬局の取締役を務める。
1995年（平成7年）、亡父の峰政登市議の地盤を引き継ぎ、旧唐津市議会議員選挙に初当選。1999年（平成11年）、再選。
2003年（平成15年）、佐賀県議会議員選挙に初当選。2007年（平成19年）に再選。2011年（平成23年）に3選。県議時代は自由民主党に所属した。
2013年（平成25年）1月27日に行われた唐津市長選挙に立候補するも、現職の坂井俊之に敗れ次点で落選。
※当日有権者数：103,542人 最終投票率：69.47%（前回比：pts）
| 候補者名 | 年齢 | 所属党派 | 新旧別 | 得票数       | 得票率 | 推薦・支持 |
| -------- | ---- | -------- | ------ | ------------ | ------ | ---------- |
| 坂井俊之 | 51   | 無所属   | 現     | 24,051.886票 | 34.01% |            |
| 峰達郎   | 52   | 無所属   | 新     | 20,7040票    | 29.28% |            |
| 太田善久 | 69   | 無所属   | 新     | 19,9080票    | 28.15% |            |
| 酒井幸盛 | 63   | 無所属   | 新     | 6,050.113票  | 8.56%  |            |

2017年（平成29年）1月29日に行われた唐津市長選挙に再度出馬。4人の候補者による同市長選において、自由民主党は峰の推薦を見送り自主投票と決めたが、前副市長の岡本憲幸の陣営には唐津市・東松浦郡選挙区の4人の自民党県議のうち3人が支援に回った。唐津市議の自民系最大会派9人も岡本を支援。岡本は現職の坂井俊之市長、元唐津商工会議所会頭の太田善久の支持も取り付け有利な戦いを進めるも、約8,000票差で峰に敗れた。玄海町にある玄海原子力発電所3、4号機の再稼働も争点となった選挙であったが、投票率は過去最低の63.33％を記録した。岡本憲幸は賛否を口にしないまま選挙に臨み、一方、峰は「条件付き賛成」という言葉で再稼働容認の立場を取った。九州電力と市が結ぶ安全協定の検証を公約としている。2月6日、市長就任。
※当日有権者数：102,796人 最終投票率：63.33%（前回比：－6.14pts）
| 候補者名 | 年齢 | 所属党派 | 新旧別 | 得票数   | 得票率 | 推薦・支持 |
| -------- | ---- | -------- | ------ | -------- | ------ | ---------- |
| 峰達郎   | 56   | 無所属   | 新     | 30,938票 | 48.33% |            |
| 岡本憲幸 | 61   | 無所属   | 新     | 22,279票 | 34.80% |            |
| 志佐治徳 | 69   | 無所属   | 新     | 5,599票  | 8.75%  |            |
| 田中路子 | 69   | 無所属   | 新     | 5,195票  | 8.12%  |            |

2021年（令和3年）1月31日投開票の同選挙で元市議の宮崎千鶴を破り再選。
※当日有権者数：98,976人 最終投票率：57.47%（前回比：-5.86pts）
| 候補者名 | 年齢 | 所属党派 | 新旧別 | 得票数   | 得票率 | 推薦・支持 |
| -------- | ---- | -------- | ------ | -------- | ------ | ---------- |
| 峰達郎   | 60   | 無所属   | 現     | 42,244票 | 76.55% |            |
| 宮崎千鶴 | 66   | 無所属   | 新     | 12,943票 | 23.45% |            |

2025年（令和7年）1月26日投開票の同選挙で経営コンサルティング会社経営の浦田征彦を破り3選。※当日有権者数：94,454人 最終投票率：57.94%（前回比：+0.46%）
開票結果は、当選 峰達郎（64歳）無所属 現 31,432票（58.39%）、浦田征彦（56歳）無所属 新 22,401票（41.61%）だった。

## 政策・人物
- 2020年（令和2年）12月11日、市議会定例会で原雄一郎市議が、LGBTなど性的少数者のカップルが婚姻に相当する関係にあると認める「パートナーシップ宣誓制度」について質問。峰は「同性カップルが家族としての扱いを受けることができれば、差別のない住みやすい市の実現につながる」と答え、制度導入に前向きな考えを示した[13][14]。2021年（令和3年）10月1日、同制度は導入された[15]。
- 坂井俊之市長時代の2016年（平成28年）、唐津市はDHCと健康増進を目的とする包括連携協定を締結した。その後、DHCは2020年（令和2年）11月、吉田嘉明会長名で在日韓国・朝鮮人に対する差別発言を同社の公式ウェブサイトに掲載。2021年（令和3年）4月9日にはDHCはさらに吉田の差別発言を掲載。吉田は「NHKは幹部・アナウンサー・社員のほとんどがコリアン系」「NHKは日本の敵」と述べた[16]。これを受け全国の自治体で協定解消の動きが出るが、峰は同年5月25日、「締結を解消する考えはない」との意向を示した[17]。
- 競艇選手の峰竜太とは親戚の関係にある[18]。